# Angela Terezinha de Souza Wyse
Angela Terezinha de Souza Wyse é uma pesquisadora brasileira, membro titular da Academia Brasileira de Ciências na área de Ciências Biológicas desde maio de 2016. É pesquisadora do programa de pós-graduação em Bioquímica da Universidade Federal do Rio Grande do Sul (UFRGS).
Em 2014, foi uma das ganhadoras do Premio Capes-Elsevier para brasileiras em destaque na área de pesquisa e educação. Em 2018, ganhou o premio Prêmio Pesquisador Gaúcho como “Pesquisador Destaque” na área das ciências biológicas, promovido pela  Fundação de Amparo à Pesquisa do Estado do Rio Grande do Sul. Foi eleita Cientista do Ano de 2020 pelo International Achievements Research Center, de Chicago (EUA).